# Jack Hamilton (Fußballspieler, 1994)
Jack Hamilton (* 22. März 1994 in Denny) ist ein schottischer Fußballtorhüter, der beim FC Livingston spielt.

## Karriere

### Verein
Der im zum Verwaltungsbezirk Falkirk gehörenden Ort Denny geborene Jack Hamilton begann seine Karriere beim FC Stenhousemuir. Bis zum Jahr 2009 spielte er bei diesem Verein, bevor er im Alter von 14 Jahren gemeinsam mit seinem Bruder Colin zu Heart of Midlothian wechselte. Von Juni bis September 2011 war er kurzzeitig wieder in Stenhousemuir. Als Torhüter der U-19-Mannschaft der Hearts stand Hamilton Ende September 2011 erstmals im Kader der Profimannschaft für das Spiel gegen Inverness Caledonian Thistle. Im Oktober desselben Jahres wurde er bis zum Saisonende 2011/12 an seinen Heimatverein aus der dritten schottischen Liga verliehen. Dort absolvierte er zwei Einsätze nach Einwechslung. Von November 2012 bis Februar 2013 spielte Hamilton leihweise bei Forfar Athletic. Ab März 2013 stand er zwei Monate beim FC East Stirlingshire zwischen den Pfosten. Ein Jahr später wurde der Torhüter an den FC East Fife verliehen. Während einer weiteren Leihe zum FC Stenhousemuir zu Saisonbeginn 2014/15 wurde Hamilton vorzeitig zu den Hearts zurückbeordert. Der Grund für die Rückholaktion war, dass sich mit Neil Alexander und Scott Gallacher beide Torhüter der Hearts verletzt hatten. Hamilton debütierte für die Hearts am 17. August 2014 im Alter von 20 Jahren gegen den Hibernian FC im Edinburgh Derby. Bis zum Saisonende absolvierte er vier weitere Spiele und gewann mit den Hearts die Zweitligameisterschaft. In der ersten Saison nach dem Aufstieg in die Premiership war Hamilton hinter Neil Alexander zweiter Torhüter. Nachdem Alexander zum FC Aberdeen gewechselt war, wurde Hamilton die neue Nummer 1. In den ersten Saisonspielen erhielt er von Trainer Robbie Neilson den Vorzug vor den Torhütern Paul Gallacher und Viktor Noring.

### Nationalmannschaft
Jack Hamilton spielte von 2009 bis 2016 in den schottischen Juniorenteams in internationalen Vergleichen. Sein Debüt gab er im März 2009 in der U-15 gegen Belgien in Beringen. Im August 2009 folgte ein Einsatz in der schottischen U-16, bevor er zwischen den Jahren 2010 und 2011 zehn Spiele in der U-17 absolvierte. Nach einem Einsatz in der U-18 gegen Serbien im April 2012, spielte Hamilton ab September in der U-19-Altersklasse. Im Zeitraum von 2014 bis 2016 spielte er achtmal im Team von Schottlands U-21. Im Mai 2016 wurde Hamilton von Nationaltrainer Gordon Strachan in den Kader der schottischen A-Nationalmannschaft für die Länderspiele gegen Frankreich und Italien berufen. Hinter David Marshall war er dabei Ersatztorwart.

## Erfolge
mit Heart of Midlothian:
- Schottischer Pokalsieger: 2012
- Schottischer Zweitligameister: 2015